# Тулун (аббасидский вельможа)
Тулун — аббасидский вельможа тюркского происхождения, бывший раб, отец Ахмеда ибн Тулуна, основателя династии Тулунидов.

## Биография
Тулун был тюрком, которого в 815 году вместе с другими рабами-соплеменниками прислал из-за Оксуса саманидский правитель Бухары в качестве подарка халифу Аль-Мамуну. В 818 году Тулун начал службу при дворе и вскоре сумел достигнуть высоких должностей, став командиром гвардии халифа. В 835 году у него в Багдаде родился сын Ахмед ибн Тулун, будущий основатель государства Тулунидов. В 850 году он вместе с семьёй переехал в Самарру. Тулун успел выслужиться при дворе и дал сыну необычное для своего положения научное образование. Умер в 854 году.